# The Panic in Needle Park
The Panic in Needle Park (bra: Os Viciados; prt: Pânico em Needle Park) é um filme estadunidense de 1971 do gênero drama romântico, dirigido por Jerry Schatzberg, e estrelado por Al Pacino e Kitty Winn. O roteiro de Joan Didion e John Gregory Dunne foi baseado no romance homônimo de 1966, de James Mills.
A trama retrata a história do romance entre um homem usuário e traficante de drogas com uma mulher desabrigada que também se torna uma viciada, e de como a vida deles desmorona à medida que seus vícios pioram.
O filme aborda um grupo de viciados em heroína que frequenta o "Needle Park" (em tradução livre: "Parque das Agulhas"), um apelido dado na época para a Praça Sherman, no Upper West Side de Manhattan, perto da 72nd Street e da Broadway.
A produção marcou a estreia cinematográfica de Raúl Juliá e o primeiro papel principal de Al Pacino, embora ele já tivesse feito sua estreia nos cinemas anteriormente.

## Sinopse
Bobby (Al Pacino) é um traficante de drogas de pequeno porte que não reconhece sua própria dependência das substâncias. A desabrigada Helen (Kitty Winn) é namorada de Marco (Raúl Juliá), um dos clientes de Bobby. Através dessa conexão, eles se conhecem, se aproximam e acabam se envolvendo romanticamente.
Bobby introduz Helen ao mundo das drogas, especificamente à heroína. Apesar de declararem amor um pelo outro e expressarem o desejo de se casarem, suas ações revelam que estão mais ligados às drogas e à necessidade de saciar seu vício.
Conforme ficam mais dependentes um do outro e da heroína, sua necessidade de dinheiro para sustentar o vício cresce, levando-os a cometer crimes e enfrentar grandes desesperos. Essa espiral descendente os leva a dores e traições, enquanto suas vidas continuam a se deteriorar sob o peso das drogas.

## Elenco
- Al Pacino como Bobby
- Kitty Winn como Helen Reeves
- Alan Vint como Detetive Hotch
- Richard Bright como Hank
- Kiel Martin como Chico
- Michael McClanathan como Sonny
- Warren Finnerty como Sammy
- Marcia Jean Kurtz como Marcie
- Raúl Juliá como Marco
- Angie Ortega como Irene
- Larry Marshall como Mickey
- Paul Mace como Whitey
- Nancy MacKay como Penny
- Gil Rogers como Robins
- Joe Santos como Detetive DiBono
- Paul Sorvino como Samuels
- Arnold Williams como Freddy
- Vic Romano como Santo
- Bryant Fraser como Garoto
- Dora Weissman como Mulher da Casa de Penhores
- Sully Boyar como Doutor
- Florence Tarlow como Enfermeira
- Ruth Alda como Enfermeira
- Anthony Palmer como Recepcionista

## Produção
A história do filme foi baseada no romance homônimo de James Mills, lançado em 1966, que por sua vez foi baseado no ensaio pictórico em duas partes do próprio Mills nas edições de 26 de fevereiro e 5 de março de 1965 da revista Life. Os direitos de produção do filme foram comprados pela AVCO Embassy Pictures e, posteriormente, pelo produtor Dominick Dunne, cujo irmão e cunhada, John Gregory Dunne e Joan Didion, escreveram o roteiro.
Conforme observado nos créditos, o filme foi totalmente filmado em Manhattan, com locações na Praça Sherman, no Upper West Side; no Riverside Park, em uma prisão e ala hospitalar de Nova Iorque, na Balsa de Staten Island e no East Village. O maquiador Herman Buchman estudou as marcas deixadas pela injeção de heroína nos braços de pacientes hospitalares e vítimas em necrotérios. Ele conseguiu uma aparência autêntica das lesões usando um líquido chamado Colódio Elástico. Nas cenas em que os atores parecem se injetar, uma enfermeira registrada estava presente no set, atuando como consultora técnica.
O filme apresenta, principalmente, gravações no estilo cinéma vérité, além de ser considerado o primeiro filme mainstream a mostrar injeções reais de drogas.
Didion e Dunne visitaram Jim Morrison, o vocalista principal da banda The Doors, durante a gravação do álbum "Waiting for the Sun", já que ele estava sendo considerado para interpretar Bobby. Al Pacino acabou sendo escalado para o papel.

### Trilha sonora
A trilha sonora do filme não contém música, consistindo apenas em ruídos de trânsito e outros sons naturais de plano de fundo. Ned Rorem estava inicialmente escalado para compor a trilha sonora, até que a produção decidiu que nenhuma música seria utilizada. Sua trilha sonora isolada e não utilizada foi incluída como um recurso especial na versão Blu-ray).

## Lançamento
Quando foi lançado em 1971, o filme recebeu uma classificação indicativa para maiores de 18 anos em alguns países europeus, como na Alemanha, devido à sua representação direta e realista do uso de drogas e violência. No Reino Unido, ele foi completamente proibido até 1974. Muitas dessas decisões foram tomadas devido a aspectos desses filmes que não eram necessariamente pornográficos, como foi o caso de outras obras significativas, como: "Get Carter", de Mike Hodges; "Straw Dogs", de Sam Peckinpah; "Laranja Mecânica", de Stanley Kubrick (todos de 1971); e "Deliverance", de John Boorman (1972). Os primeiros anos da década de 1970 são frequentemente citados como a fase significativa de filmes classificados para maiores de 18 anos que não necessariamente eram pornográficos.
Devido à atualidade do tema, duas igrejas apresentaram exibições do filme em conjunto com seminários e discussões para estudantes e professores. Um operador de circuito de Boston ignorou a classificação indicativa do filme, que foi atribuída com base na linguagem utilizada na produção, e permitiu que qualquer pessoa com mais de dez anos entrasse no cinema sem a presença de um adulto.

## Recepção
Roger Ebert, em sua crítica para o Chicago Sun-Times, deu ao filme 3,5/4 estrelas e escreveu: "O filme vive e se move. Não é repleto de cortes rápidos ou edições engenhosas, mas a direção de Jerry Schatzberg é tão confiante que cobrimos o terreno sem esforço. Conhecemos os personagens, conhecemos o mundo. Especialmente, conhecemos essa relação entre Bobby e Helen, e graças a Deus os cineastas tiveram bom gosto o suficiente para não matá-los no final só porque isso está na moda hoje em dia". Roger Greenspun, para o jornal The New York Times, afirmou que o filme "oscila entre um retrato expressivo da vida cotidiana e algumas das convenções menores e menos duráveis do melodrama urbano". Arthur D. Murphy, para a revista Variety, elogiou o filme como "um triunfo total. Cru, corajoso, envolvente e vívido a ponto de causar repulsa, mas tão artisticamente perfeito que não se pode desviar o olhar, é uma tragédia avassaladora sobre a dependência urbana de drogas".
Gene Siskel, em sua crítica para o Chicago Tribune, deu ao filme 2/4 estrelas e escreveu: "Apesar de muitos close-ups de agulhas perfurando veias, Panic é pouco mais do que uma história de amor tradicional ambientada na cultura das drogas do lado oeste de Nova Iorque ... O filme não é um drama especialmente interessante nem um filme antidrogas eficaz. Acho que o diretor Jerry Schatzberg gostaria que fossem as duas coisas". Charles Champlin, para o Los Angeles Times, disse que "é o mais recente dos filmes sobre drogas. É também, eu acho, o melhor deles. Mas se for um pico, também é um beco sem saída – isto é, ao mesmo tempo define e esgota as possibilidades do filme que contenta-se em descrever (por mais precisa e horrivelmente que seja) o meio da droga, e não opta por ir além das superfícies para chegar às causas".
Gary Arnold, para o jornal The Washington Post, escreveu: "Qualquer valor social que The Panic in Needle Park aspirava é efetivamente cancelado por sua falta de interesse dramático. Este é um daqueles filmes que parece nunca decolar". Stanley Kauffmann, em sua crítica para a revista The New Republic, descreveu o filme como "podre".
No Rotten Tomatoes, site agregador de críticas, 80% das 15 críticas do filme são positivas, com uma classificação média de 7,3/10.

## Prêmios e indicações
| Ano  | Cerimônia                    | Categoria                                    | Indicado                   | Resultado | Ref.   |
| ---- | ---------------------------- | -------------------------------------------- | -------------------------- | --------- | ------ |
| 1971 | Festival de Cinema de Cannes | Grand Prix du Festival International du Film | "The Panic in Needle Park" | Indicado  | [ 24 ] |
| 1971 | Festival de Cinema de Cannes | Melhor atriz                                 | Kitty Winn                 | Venceu    | [ 25 ] |

## Mídia doméstica
Em 14 de junho de 2016, o filme foi lançado em Blu-ray pela Twilight Time, com sua típica restrição de apenas 3.000 cópias disponíveis.